# Villa Thérésa (Arcachon)

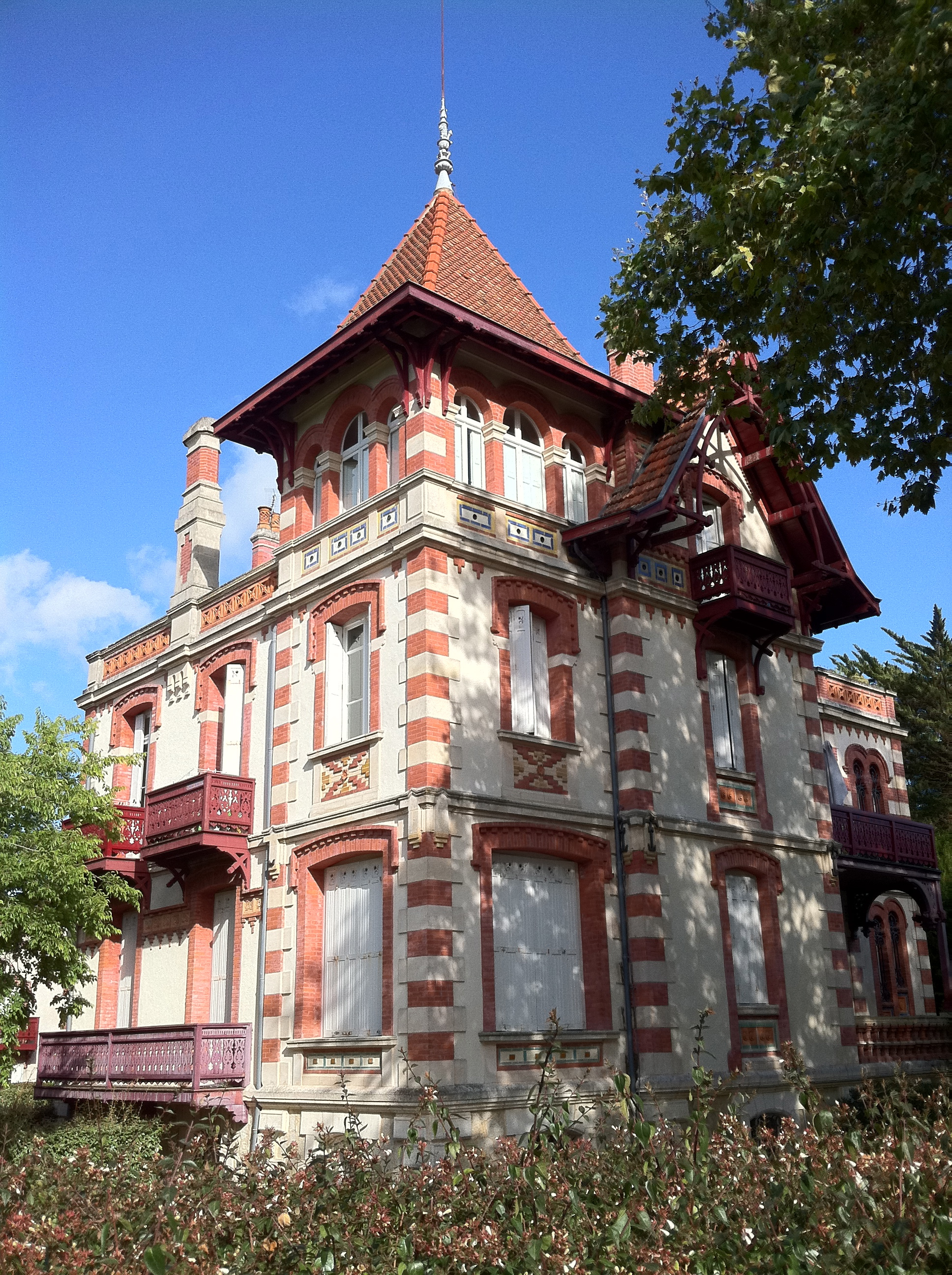
Villa Thérésa in Arcachon

Die Villa Thérésa in Arcachon, einer französischen Gemeinde im Département Gironde in der Region Nouvelle-Aquitaine, wurde 1881/82 errichtet. Die Villa an der Allée André-Rebsomen Nr. 4 ist als Monument historique geschützt.
Die Villa wurde nach Plänen der Architekten Miramont und Lecoeur erbaut. Das Wohnhaus aus Ziegelmauerwerk und Keramikfliesen an der Fassade besitzt Fenster mit unterschiedlichen Formen. An der Südostecke überragt ein turmartiger Aufbau das Gebäude.
Im Inneren sind noch viele Ausstattungsteile der Erbauungszeit erhalten, wie Holzvertäfelungen, Kamine und das prächtige Treppenhaus.